# Campeonato Europeo de Natación en Piscina Corta de 2023
El XXII Campeonato Europeo de Natación en Piscina Corta se celebró en Otopeni (Rumanía) entre el 5 y el 10 de diciembre de 2023 bajo la organización de la Liga Europea de Natación (LEN) y la Federación Rumana de Natación.
Las competiciones se realizaron en el Complejo Acuático de la ciudad rumana.
Los deportistas de Rusia y Bielorrusia fueron excluidos de este campeonato debido a la invasión rusa de Ucrania.

## Resultados

### Masculino
| Evento                   | Oro                                                                                    | Plata                                                                                      | Bronce                                                                                           |
| ------------------------ | -------------------------------------------------------------------------------------- | ------------------------------------------------------------------------------------------ | ------------------------------------------------------------------------------------------------ |
| 50 m libre (07.12)       | Benjamin Proud Reino Unido 20,18                                                       | Florent Manaudou · Francia · Szebasztián Szabó · Hungría · 20,74                           | —                                                                                                |
| 100 m libre (10.12)      | Maxime Grousset Francia 45,46                                                          | Alessandro Miressi · Italia · 45,51                                                        | David Popovici · Rumania · 46,05                                                                 |
| 200 m libre (09.12)      | Matthew Richards Reino Unido 1:41,01                                                   | James Guy Reino Unido 1:41,12                                                              | Danas Rapšys · Lituania · 1:41,15                                                                |
| 400 m libre (05.12)      | Daniel Wiffen Irlanda 3:35,47                                                          | Danas Rapšys · Lituania · 3:37,80                                                          | Lucas Henveaux · Bélgica · 3:37,91                                                               |
| 800 m libre (10.12)      | Daniel Wiffen Irlanda 7:20,46 RM                                                       | David Aubry Francia 7:30,32                                                                | Myjailo Romanchuk · Ucrania · 7:31,20                                                            |
| 1500 m libre (07.12)     | Daniel Wiffen Irlanda 14:09,11                                                         | David Aubry Francia 14:21,78                                                               | Myjailo Romanchuk · Ucrania · 14:22,18                                                           |
| 50 m espalda (06.12)     | Mewen Tomac Francia 22,84                                                              | Ole Braunschweig · Alemania · 23,00                                                        | Lorenzo Mora · Italia · Thierry Bollin · Suiza · 23,10                                           |
| 100 m espalda (08.12)    | Mewen Tomac Francia 49,72                                                              | Yohann Ndoye-Brouard Francia 49,96                                                         | Lorenzo Mora · Italia · Andrei Ungur · Rumania · 50,04                                           |
| 200 m espalda (10.12)    | Lorenzo Mora · Italia · 1:48,43                                                        | Luke Greenbank Reino Unido 1:48,53                                                         | Mewen Tomac Francia 1:48,55                                                                      |
| 50 m braza (10.12)       | Nicolò Martinenghi · Italia · 25,66                                                    | Simone Cerasuolo · Italia · 25,83                                                          | Emre Sakçı Turquía 25,90                                                                         |
| 100 m braza (07.12)      | Arno Kamminga · Países Bajos · 56,52                                                   | Nicolò Martinenghi · Italia · 56,57                                                        | Caspar Corbeau · Países Bajos · 56,66                                                            |
| 200 m braza (09.12)      | Caspar Corbeau · Países Bajos · 2:02,41                                                | Anton McKee Islandia 2:02,74                                                               | Arno Kamminga · Países Bajos · 2:03,32                                                           |
| 50 m mariposa (09.12)    | Noè Ponti · Suiza · 21,79                                                              | Szebasztián Szabó · Hungría · 21,96                                                        | Maxime Grousset Francia 22,06                                                                    |
| 100 m mariposa (06.12)   | Noè Ponti · Suiza · 48,47                                                              | Maxime Grousset Francia 49,00                                                              | Jacob Peters Reino Unido 49,98                                                                   |
| 200 m mariposa (08.12)   | Noè Ponti · Suiza · 1:49,71                                                            | Alberto Razzetti · Italia · 1:50,10                                                        | Richárd Márton · Hungría · 1:52,12                                                               |
| 100 m estilos (10.12)    | Bernhard Reitshammer · Austria · 51,39                                                 | Noè Ponti · Suiza · 51,62                                                                  | Andreas Vazaíos · Grecia · 51,91                                                                 |
| 200 m estilos (08.12)    | Duncan Scott Reino Unido 1:50,98                                                       | Alberto Razzetti · Italia · 1:53,09                                                        | Danas Rapšys · Lituania · 1:53,49                                                                |
| 400 m estilos (10.12)    | Alberto Razzetti · Italia · 3:57,01                                                    | Duncan Scott Reino Unido 4:00,17                                                           | Apóstolos Papastamos · Grecia · 4:05,19                                                          |
| 4 × 50 m libre (05.12)   | Reino Unido Benjamin Proud Matthew Richards Alexander Cohoon Lewis Burras 1:22,52      | Italia · Leonardo Deplano · Lorenzo Zazzeri · Thomas Ceccon · Alessandro Miressi · 1:23,14 | Grecia · Kristian Golomeev · Steryos Marios Bilas · Apóstolos Jristu · Andreas Vazaíos · 1:23,27 |
| 4 × 50 m estilos (06.12) | Italia · Lorenzo Mora · Nicolò Martinenghi · Thomas Ceccon · Lorenzo Zazzeri · 1:30,78 | Reino Unido Oliver Morgan Archie Goodburn Jacob Peters Matthew Richards 1:32,60            | Países Bajos · Jesse Puts · Caspar Corbeau · Sean Niewold · Kenzo Simons · 1:33,03               |

### Femenino
| Evento                   | Oro                                                                                  | Plata                                                                                             | Bronce                                                                       |
| ------------------------ | ------------------------------------------------------------------------------------ | ------------------------------------------------------------------------------------------------- | ---------------------------------------------------------------------------- |
| 50 m libre (06.12)       | Michelle Coleman · Suecia · 23,52                                                    | Béryl Gastaldello Francia 23,71                                                                   | Julie Kepp Jensen Dinamarca 23,89                                            |
| 100 m libre (08.12)      | Béryl Gastaldello Francia 51,48                                                      | Anna Hopkin Reino Unido 51,66                                                                     | Freya Anderson Reino Unido 52,10                                             |
| 200 m libre (10.12)      | Freya Anderson Reino Unido 1:52,16                                                   | Barbora Seemanová · República Checa · 1:52,66                                                     | Freya Colbert Reino Unido 1:54,07                                            |
| 400 m libre (10.12)      | Simona Quadarella · Italia · 3:59,50                                                 | Anastasiya Kirpichnikova Francia 3:59,59                                                          | Valentine Dumont · Bélgica · 4:00,84                                         |
| 800 m libre (06.12)      | Anastasiya Kirpichnikova Francia 8:08,48                                             | Simona Quadarella · Italia · 8:14,83                                                              | Ajna Késely · Hungría · 8:18,73                                              |
| 1500 m libre (08.12)     | Anastasiya Kirpichnikova Francia 15:20,12                                            | Simona Quadarella · Italia · 15:37,05                                                             | Ajna Késely · Hungría · 15:51,34                                             |
| 50 m espalda (08.12)     | Kira Toussaint · Países Bajos · 25,82                                                | Louise Hansson · Suecia · 26,23                                                                   | Analia Pigrée Francia 26,28                                                  |
| 100 m espalda (09.12)    | Kira Toussaint · Países Bajos · 55,88                                                | Medi Harris Reino Unido 56,81                                                                     | Mary-Ambre Moluh Francia 57,10                                               |
| 200 m espalda (07.12)    | Medi Harris Reino Unido 2:02,45                                                      | Katie Shanahan Reino Unido 2:03,22                                                                | Pauline Mahieu Francia 2:03,90                                               |
| 50 m braza (10.12)       | Benedetta Pilato · Italia · 28,86                                                    | Eneli Jefimova Estonia 29,12                                                                      | Jasmine Nocentini · Italia · Imogen Clark · Reino Unido · 29,41              |
| 100 m braza (06.12)      | Eneli Jefimova Estonia 1:03,21                                                       | Benedetta Pilato · Italia · 1:03,76                                                               | Tes Schouten · Países Bajos · 1:04,04                                        |
| 200 m braza (08.12)      | Tes Schouten · Países Bajos · 2:16,09                                                | Thea Blomsterberg Dinamarca 2:19,54                                                               | Kristýna Horská · República Checa · 2:19,63                                  |
| 50 m mariposa (10.12)    | Tessa Giele · Países Bajos · Anna Dundunaki · Grecia · 25,10                         | —                                                                                                 | Sara Junevik · Suecia · 25,16                                                |
| 100 m mariposa (09.12)   | Louise Hansson · Suecia · 55,37                                                      | Angelina Köhler · Alemania · 55,50                                                                | Anna Dundunaki · Grecia · 55,98                                              |
| 200 m mariposa (07.12)   | Angelina Köhler · Alemania · 2:03,30                                                 | Helena Bach Dinamarca 2:03,86                                                                     | Lana Pudar Bosnia y Herzegovina 2:04,55                                      |
| 100 m estilos (07.12)    | Charlotte Bonnet Francia 57,47                                                       | Béryl Gastaldello Francia 57,67                                                                   | Louise Hansson · Suecia · 58,33                                              |
| 200 m estilos (09.12)    | Abbie Wood Reino Unido 2:05,38                                                       | Charlotte Bonnet Francia 2:06,58                                                                  | Lena Kreundl · Austria · 2:06,89                                             |
| 400 m estilos (05.12)    | Abbie Wood Reino Unido 4:27,45                                                       | Freya Colbert Reino Unido 4:29,04                                                                 | Ellen Walshe Irlanda 4:29,64                                                 |
| 4 × 50 m libre (05.12)   | Suecia · Sara Junevik · Michelle Coleman · Louise Hansson · Sofia Åstedt · 1:35,60   | Italia · Silvia Di Pietro · Costanza Cocconcelli · Chiara Tarantino · Sara Curtis · 1:36,92       | Reino Unido Anna Hopkin Freya Anderson Lucy Hope Medi Harris 1:37,19         |
| 4 × 50 m estilos (07.12) | Suecia · Louise Hansson · Sophie Hansson · Sara Junevik · Michelle Coleman · 1:43,26 | Italia · Costanza Cocconcelli · Benedetta Pilato · Silvia Di Pietro · Jasmine Nocentini · 1:43,97 | Reino Unido Kathleen Dawson Imogen Clark Keanna MacInnes Anna Hopkin 1:44,67 |

### Mixto
| Evento                   | Oro                                                                                         | Plata                                                                                          | Bronce                                                                                |
| ------------------------ | ------------------------------------------------------------------------------------------- | ---------------------------------------------------------------------------------------------- | ------------------------------------------------------------------------------------- |
| 4 × 50 m libre (09.12)   | Reino Unido Benjamin Proud Lewis Burras Anna Hopkin Freya Anderson 1:22,75                  | Italia · Alessandro Miressi · Lorenzo Zazzeri · Jasmine Nocentini · Silvia Di Pietro · 1:28,28 | Francia Maxime Grousset Florent Manaudou Charlotte Bonnet Béryl Gastaldello 1:28,35   |
| 4 × 50 m estilos (10.12) | Italia · Lorenzo Mora · Nicolò Martinenghi · Silvia Di Pietro · Jasmine Nocentini · 1:36,58 | Francia Mewen Tomac Florent Manaudou Béryl Gastaldello Charlotte Bonnet 1:37,14                | Países Bajos · Kira Toussaint · Caspar Corbeau · Tessa Giele · Kenzo Simons · 1:37,86 |

## Medallero
| Núm. | País                 | Oro | Plata | Bronce | Total |
| ---- | -------------------- | --- | ----- | ------ | ----- |
| 1    | Reino Unido          | 9   | 8     | 6      | 23    |
| 2    | Italia               | 7   | 12    | 3      | 22    |
| 3    | Francia              | 7   | 10    | 6      | 23    |
| 4    | Países Bajos         | 6   | 0     | 5      | 11    |
| 5    | Suecia               | 4   | 1     | 2      | 7     |
| 6    | Suiza                | 3   | 1     | 1      | 5     |
| 7    | Irlanda              | 3   | 0     | 1      | 4     |
| 8    | Alemania             | 1   | 2     | 0      | 3     |
| 9    | Estonia              | 1   | 1     | 0      | 2     |
| 10   | Grecia               | 1   | 0     | 4      | 5     |
| 11   | Austria              | 1   | 0     | 1      | 2     |
| 12   | Hungría              | 0   | 2     | 3      | 5     |
| 13   | Dinamarca            | 0   | 2     | 1      | 3     |
| 14   | Lituania             | 0   | 1     | 2      | 3     |
| 15   | República Checa      | 0   | 1     | 1      | 2     |
| 16   | Islandia             | 0   | 1     | 0      | 1     |
| 17   | Bélgica              | 0   | 0     | 2      | 2     |
| 17   | Rumania              | 0   | 0     | 2      | 2     |
| 17   | Ucrania              | 0   | 0     | 2      | 2     |
| 20   | Bosnia y Herzegovina | 0   | 0     | 1      | 1     |
| 20   | Turquía              | 0   | 0     | 1      | 1     |
|      | TOTAL                | 43  | 42    | 44     | 129   |